# Colossus-Klasse (1911)
Die Colossus-Klasse war eine Klasse von Schlachtschiffen der britischen Royal Navy, die von 1911 bis 1923 in Dienst stand. Die der Colossus-Klasse nachfolgende Schiffsklasse war die Orion-Klasse. Mit der Orion-Klasse vollführte die Royal Navy eine Kalibersteigerung der Hauptartillerie auf 343 mm.

## Geschichte
Die Colossus-Klasse war eine verbesserte Version des vorangegangenen Schlachtschiffs Neptune.

## Einheiten
| Name     | Bauwerft         | Kiellegung    | Stapellauf    | Indienststellung | Außerdienststellung |
| -------- | ---------------- | ------------- | ------------- | ---------------- | ------------------- |
| Colossus | Scotts, Greenock | 8. Juli 1909  | 9. April 1910 | 8. August 1911   | 1923                |
| Hercules | Palmers, Jarrow  | 30. Juli 1909 | 10. Mai 1910  | 31. Juli 1911    | Oktober 1921        |

## Technik
Die Schiffe hatten eine Gesamtlänge von 166,30 m, eine Breite von 24,40 m und einen Tiefgang von 8,20 m. Die Verdrängung lag bei 20.350 t. Die Besatzungen der Schiffe bestanden aus 751 Offizieren und Mannschaft.

### Antrieb
Die Schiffe waren mit vier Parsonsturbinen mit Direktantrieb ausgestattet und entwickelten 25.000 Shp (18.387 kW). Die Höchstgeschwindigkeit lag bei 21 Knoten (39 km/h). Der Dampf wurde von 18 Babcock & Wilcox-Wasserrohrkesseln geliefert. Die Bunkerkapazität betrug maximal 294 t Kohle bzw. 812 t Heizöl, dies ermöglichte bei 10 Knoten (19 km/h) eine Reichweite von 6.680 Seemeilen (12.370 km).

### Bewaffnung
Die Hauptbewaffnung bestand aus zehn 305-mm-Kanonen in fünf hydraulisch angetriebenen Zwillingsgeschütztürmen, drei entlang der Mittellinie und die restlichen zwei als Flügeltürme. Die Geschütztürme in der Mittellinie trugen die Bezeichnungen „A“, „X“ und „Y“ von vorne nach achtern. Die Flügeltürme an Backbord und Steuerbord erhielten die Bezeichnungen „P“ und „Q“. Die Geschütze hatten bei einer Mündungsgeschwindigkeit von 861 m/s und einer maximalen Elevation von +20° eine Reichweite von 19.385 m.
Die Sekundärbewaffnung bestand aus sechzehn 102-mm-Kanonen. Zehn davon waren in den vorderen Aufbauten und sechs in den hinteren Aufbauten in Einzellafetten montiert. Die Geschütze hatten bei einer Mündungsgeschwindigkeit von 860 m/s und einer maximalen Elevation von +15° eine Reichweite von 10.424 m.
Außerdem wurden vier 47-mm-3-Pfünder-Salutkanonen mitgeführt. Die Schiffe waren mit drei 533-mm-Torpedorohren ausgestattet, eines auf jeder Bordseite und ein weiteres im Heck, für die 18 Torpedos vorgesehen waren.

### Panzerung
Der Gürtel bestand aus Krupp-Zementstahl mit einer Dicke von 279 mm zwischen den vorderen und hinteren Barbetten, der nicht die gesamte Länge des Schiffes abdeckte. Darüber befand sich ein Plankengang mit einer Dicke von 203 mm. Die vorderen 101 mm starken Querschotten verbanden die vordere Barbette mit der Seitenpanzerung. In ähnlicher Weise verband das hintere 203 mm dicke Querschott diese mit der hintersten Barbette. Die drei mittleren Barbetten waren oberhalb des Hauptdecks 254 mm und unterhalb 101 mm dick. Die Flügelbarbetten waren ähnlich gepanzert, hatten aber an den Außenseiten eine Panzerung von 279 mm. Die Geschütztürme hatten 279 mm dicke Platten an den Seiten und 76 mm auf den Dächern. Die drei gepanzerten Decks hatten innerhalb der gepanzerten Zitadelle eine Dicke 38 mm und außerhalb eine Stärke von 102 mm. Die Front und die Seiten des Kommandoturms wurden durch 279 mm starke Platten geschützt, während die Rückseite und das Dach 203 mm bzw. 76 mm dick waren. Der hintere Torpedokontrollturm war rundherum mit 76 mm und auf dem Dach mit 50 mm Panzerung geschützt. Um Gewicht zu sparen, kehrte man zum unzureichenden Unterwasserschutz der Dreadnought zurück, deren 76 mm starke Torpedoschotts nur die Granatenräume und Magazine schützten.

### Feuerleitanlage und Sensoren
Der Steuerstand für die Hauptbewaffnung befand sich im Ausguck des Fockmastes. Die Daten eines 2,7-m-Barr-and-Stroud-Entfernungsmessers wurden in einen mechanischen Dumaresq-Computer eingegeben und elektrisch an die Vickers-range clock übertragen, die sich in der Sendestation unter jeder Position auf dem Hauptdeck befanden, wo sie in Entfernungs- und Vorhaltedaten umgewandelt wurden. Die Daten des Ziels wurden auch grafisch dargestellt, um den Geschützoffizier bei der Vorhersage der Bewegung des Ziels zu unterstützen. Die Geschütztürme, Sendestationen und Steuerstände konnten in nahezu beliebiger Kombination miteinander verbunden werden.